# Nocturno Culto
Ted Skjellum (nacido el 4 de marzo de 1972 en Kolbotn, Oppegård), conocido como Nocturno Culto, Nocturno o Kveldulv  es un músico noruego conocido por ser el vocalista, guitarrista y bajista de la influyente banda de black metal Darkthrone, en la cual permanece desde 1988.
Aparte de Darkthrone, también es vocalista en la banda Sarke. Actualmente trabaja en Noruega como maestro de escuela y tiene dos hijas. En 2007 salió un documental llamado The Misanthrope, dirigido por Nocturno Culto, que trata sobre el black metal y la vida rural en las montañas de Noruega. En este documental aparecen varias personalidades de la escena black metal noruega como Fenriz, Grutle (Enslaved) y miembros de Aura Noir

## Colaboraciones
Ted fue guitarrista de Satyricon en el álbum Nemesis Divina. También fue vocalista de Vidsyn en la demo On Frostbitten Path Beneath, y ha colaborado con Secht, Triptykon, Abscess, Enslaved, Taake y Scum.

## Discografía

### Darkthrone
- Soulside Journey (1991)
- A Blaze In The Northern Sky (1992)
- Under a Funeral Moon (1993)
- Transilvanian Hunger (1994)
- Panzerfaust (1995)
- Total Death (1996)
- Goatlord (1996)
- Ravishing Grimness (1999)
- Plaguewielder (2001)
- Hate Them (2003)
- Sardonic Wrath (2004)
- The Cult is Alive (2006)
- F.O.A.D. (2007)
- Dark Thrones and Black Flags (2008)
- Circle the Wagons (2010)
- The Underground Resistance (2013)
- Arctic Thunder (2016)
- Old Star (2019)

### Sarke
- Vorunah (2009)
- Oldarhian (2011)

### Satyricon
- Nemesis Divina (1996)